# Dolichopus hejingensis
Dolichopus hejingensis är en tvåvingeart som beskrevs av Yang 1998. Dolichopus hejingensis ingår i släktet Dolichopus och familjen styltflugor. Inga underarter finns listade i Catalogue of Life.